# GOOS (observatiesysteem)
GOOS (de afkorting voor Global Ocean Observing System) is een wereldwijd systeem voor aanhoudende observaties van de oceaan, dat onder andere bestaat uit de oceanografische component van het Global Earth Observing System of Systems (GEOSS). GOOS wordt beheerd door de Intergouvernmental Oceanographic Commission (IOC) van UNESCO, doch het succes van het programma is afhankelijk van diverse mensen en organisaties wereldwijd. Het systeem sluit aan bij het Global Climate Observing System en Global Terrestrial Observing System, als fundamentele bouwstenen van GEOSS. 
In 2017 is GOOS een platform voor:
- Internationale samenwerking voor duurzame waarnemingen van de oceanen.
- Genereren van oceanografische producten en diensten.
- Interactie tussen onderzoek, operationele en gebruikersgemeenschappen.

GOOS bedient oceanografische onderzoekers, kustbeheerders, partijen bij internationale congressen, nationale meteorologische en oceanografische instanties, hydrografische kantoren, zee- en kustindustrieën, beleidsmakers en het geïnteresseerde algemene publiek.

## Ontstaan
Na de Tweede Wereld Klimaat Conferentie (Genève, 1990), lanceerde de Intergouvernmental Oceanographic Commission in maart 1991 het Global Ocean Observing System (GOOS). Het observatiesysteem was het resultaat van de wens van veel landen om de informatie te verzamelen die nodig is om de prognoses van de klimaatverandering, het beheer van mariene hulpbronnen, de beperking van de gevolgen van natuurrampen en het gebruik en de bescherming van de kustzone en de oceanen te verbeteren. De oproep om GOOS verder te ontwikkelen werd in 1992 versterkt tijdens de conferentie van de Verenigde Naties over milieu en ontwikkeling in Rio de Janeiro. 
Eind jaren 90 werden bemonsteringsvereisten voor verschillende oceaantoepassingen ontwikkeld op basis van maatschappelijke behoeften, met inbegrip van zowel observatieplatforms in situ als van satellieten. Deze werden geassocieerd met "essentiële variabelen" die werden vastgesteld door het Global Climate Observing System (GCOS), waarin rekening werd gehouden met de technische haalbaarheid en de impact op het verbeteren van de prognose van de klimaatverandering. Voor de oceanen omvatten deze onder meer de oppervlakte- en ondergrondtemperaturen, het zoutgehalte, de zeespiegel, het zee-ijs, de stroming, de nutriënten- en koolstofdioxideconcentraties, de oceaankleur en de fytoplanktonverdeling. De systemen voor oceaanmetingen onder auspiciën van GOOS werden oorspronkelijk ontworpen door het Ocean Observing System Development Panel.

## Besturing
Het GOOS-governancemodel is opgedeeld in drie lagen: een multinationale stuurgroep voor toezicht, wetenschappelijke expertpanels om systeemvereisten te begeleiden en observatiecoördinatiegroepen die wereldwijde uniforme netwerkuitvoering implementeren. Het Wetenschappelijk Stuurcomité van GOOS geeft richtlijnen, terwijl wetenschappelijke en technische panels essentiële variabelen van observatie van de oceaan evalueren. Van 2004 tot 2011 was Keith Alverson de directeur van het secretariaat. Sinds 2011 is Albert Fischer de directeur van het secretariaat. 
GOOS wordt mede gesponsord door drie VN-agentschappen; Intergovernmental Oceanographic Commission of UNESCO, de World Meteorological Organisation en United Nations Environment Programme, en de International Council of Science.